# Estación de El Coll-La Teixonera
El Coll | La Teixonera es una estación de la línea 5 del Metro de Barcelona. Está situada entre los barrios de El Coll (distrito de Gràcia), El Carmelo y La Teixonera (distrito de Horta-Guinardó). Está equipada con ascensores, escaleras mecánicas y cintas transportadoras. Como singularidad, cabe destacar que es la estación más profunda de toda la red de metro de la Ciudad Condal, y una de las más profundas de toda Europa (104 metros). La estación entró en servicio el 30 de julio de 2010, como parte del nuevo tramo de Horta a Vall d'Hebron.

## Historia
Antiguo proyecto reivindicado por la Asociación de Vecinos del Carmelo desde los años 1980, las obras comenzaron el 9 de noviembre de 2002 con la colocación de la primera piedra por parte del conseller en cap de la Generalidad de Cataluña, Artur Mas, y el alcalde de Barcelona, Joan Clos. Aunque inicialmente la finalización de la obra estaba prevista para 2006, las obras quedaron paralizadas tras el hundimiento ocurrido el 27 de enero de 2005, que provocó un socavón de unos 35 metros de profundidad y 30 de diámetro. Se vieron afectados 84 edificios, 2 colegios y 500 viviendas, con un total de 1054 personas afectadas. Finalmente, las obras se reemprendieron en 2007, siendo terminadas en 2010. La estación fue inaugurada el 30 de julio de dicho año por el presidente de la Generalidad, José Montilla, y el alcalde Jordi Hereu.

## Descripción
La estación da servicio a tres populares barrios: El Carmelo, El Coll y La Teixonera, correspondientes a dos colinas de las estribaciones de la sierra de Collserola. Ubicada físicamente entre las calles Camí dels Àngels y Santa Rosalía, tiene dos vestíbulos con un total de tres accesos: el más grande, de 431 m², está situado entre las calles Llobregós, Batet, Salze y el paseo de la Mare de Déu del Coll, y tiene dos accesos, el del paseo de la Mare de Déu del Coll y el de la calle Beat Almató, que da servicio a la zona del Coll; el segundo vestíbulo es el de Arenys, situado entre la calle de ese nombre y la de Sant Crispí, con una superficie de 253 m².

## Líneas
| << cabecera     | < estación | línea | estación >                 | cabecera >>                |
| --------------- | ---------- | ----- | -------------------------- | -------------------------- |
| Metro           |            |       |                            |                            |
| Cornellà Centre | El Carmel  |       | Vall d'Hebron / Sant Genís | Vall d'Hebron / Sant Genís |